# Francisco Joaquín Lanza Muñoz
Francisco Joaquín Lanza Muñoz (Montevideo, 27 de marzo de 1923 - 30 de junio de 1998) fue un actor teatral, abogado y novelista uruguayo. 

## Biografía
Francisco Lanza Muñoz fue el hijo mayor del poeta uruguayo Francisco Alejandro Lanza y María del Carmen Fernanda Muñoz. Graduado como abogado en la Facultad de Derecho, Universidad de la República, ejerció como Fiscal letrado en diferentes departamentos del Uruguay hasta el año 1977. Su carrera teatral se inicia bajo la tutela del actor y escritor uruguayo Carlos Denis Molina.
Publicó tres novelas, a saber: Memoria de la Casa Blanca, con la que se inauguró como narrador en 1988. Las mil y una hectáreas, novela que obtuvo el segundo Premio Nacional de Literatura de Uruguay en 1991 y, finalmente, su último libro publicado El palo borracho florece en otoño, con la cual consiguió el primer Premio Nacional de Literatura de Uruguay en 1992. 
El escritor dejó inédita la novela La laguna de los turcos.

## Obra
- 1988, Memoria de la Casa Blanca (ed "De la puerta". Montevideo)
- 1991, Las mil y una hectáreas (ed "Descubrimiento". Montevideo)
- 1992, El palo borracho florece en otoño (ed "Descubrimiento". Montevideo)